# BRAVE BLADE!
「BRAVE BLADE!」（ブレイブ・ブレイド）は、桜川めぐの2枚目のシングル。2012年7月25日にLantisから発売された。

## 概要
声優、アーティストとして活躍する桜川めぐのメジャーデビューシングルで、前作「1・2・3でオンライン」から約1年ぶりのリリースとなる。表題曲「BRAVE BLADE!」は、テレビアニメ『カンピオーネ! 〜まつろわぬ神々と神殺しの魔王〜』のオープニングテーマに起用された。なおディスクジャケットには草薙護堂、エリカ・ブランデッリ、万里谷祐理、リリアナ・クラニチャール、アテナのイラストがプリントされている。

## 収録曲
（全作曲・編曲：菊田大介〈Elements Garden〉）
1. BRAVE BLADE! [4:26]
作詞：松井洋平
テレビアニメ『カンピオーネ! 〜まつろわぬ神々と神殺しの魔王〜』オープニングテーマ
桜川曰く「かっこよさが前面に出ている曲」で、曲調も桜川が歌うことを想定して書かれた。レコーディングでは少し苦労したため、プロデューサーから「噛みつくように歌う」ようアドバイスされた[2]。
2. アイネ・クライネ [4:15]
作詞：RUCCA
3. BRAVE BLADE!（Off Vocal）
4. アイネ・クライネ（Off Vocal）